# 2012年ロンドンオリンピックのキューバ選手団
2012年ロンドンオリンピックのキューバ選手団（2012ねんロンドンオリンピックのキューバせんしゅだん）は、2012年7月27日から8月12日にかけてイギリスの首都ロンドンで開催された2012年ロンドンオリンピックのキューバ選手団、およびその競技結果。

## 概要
今大会は金メダル5個、銀メダル3個、銅メダル7個の合計15個のメダルを獲得した。

## メダル
| メダル | 選手名                             | 競技                 | 種目                              |
| ------ | ---------------------------------- | -------------------- | --------------------------------- |
| 金     | ロベイシ・ラミレス・カラサナ       | ボクシング           | 男子フライ級                      |
| 金     | ロニエル・イグレシアス・ソトロンゴ | ボクシング           | 男子ライトウェルター級            |
| 金     | ミハイン・ロペス                   | レスリング           | 男子グレコローマンスタイル120kg級 |
| 金     | イダリス・オルティス               | 柔道                 | 女子78kg超級                      |
| 金     | レウリス・プポ                     | 射撃                 | 男子25mラピッドファイアピストル   |
| 銀     | ヤリスレイ・シルバ                 | 陸上                 | 女子棒高跳                        |
| 銀     | アスレイ・ゴンサレス               | 柔道                 | 男子90kg級                        |
| 銀     | ヤネト・ベルモイ                   | 柔道                 | 女子52kg級                        |
| 銅     | レオネル・スアレス                 | 陸上                 | 男子十種競技                      |
| 銅     | ヤレリス・バリオス                 | 陸上                 | 女子円盤投                        |
| 銅     | ラザロ・アルバレス・エストラーダ   | ボクシング           | 男子バンタム級                    |
| 銅     | ヤスニエル・トレド・ロペス         | ボクシング           | 男子ライト級                      |
| 銅     | リバン・ロペス                     | レスリング           | 男子フリースタイル66kg級          |
| 銅     | イバン・カンバル                   | ウエイトリフティング | 男子77kg級                        |
| 銅     | ロベリス・デスパイネ               | テコンドー           | 男子80kg超級                      |